# كيم سو هيون (ممثل)
كيم سو هيون (بالكورية: 김수현) (مواليد 16 فبراير 1988) هو ممثل كوري جنوبي، عرف بدورة في الدراما التلفزيونية حلم الشباب، القمر الذي يحتضن الشمس، حبيبي من نجم آخر والمنتجون،  وكذلك في الفيلم اللصوص وسري، عظيم.

## البداية والحياة الشخصية

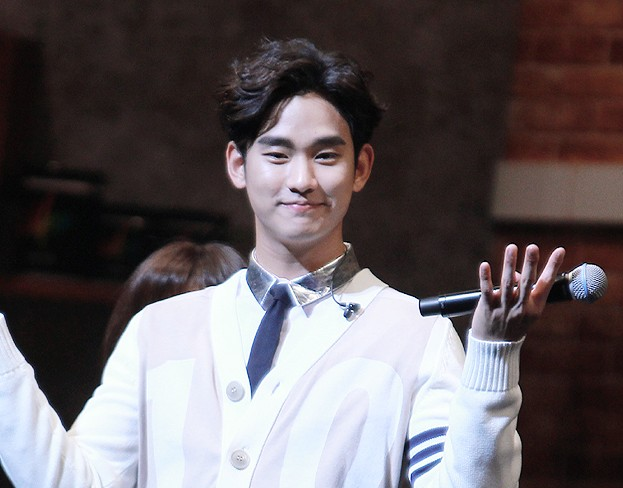
كيم سو هيون في يوكوهاما في ١٨ مايو ٢٠١٤

كان كيم سو هيون طفل خجول خلال أيام دراسته في التعليم الإعدادي ولم يكن أحد يتوقع دخوله إلى عالم صناعة الترفيه. شجعته والدته لكي يأخذ دروساً في التمثيل قبل المدرسة الثانوية لتغيير شخصيته الانطوائية، وهذا هو المكان الذي نشأت فيه موهبة كيم سو هيون وتتطلعه لمواصلة مهنة التمثيل.، ثم تخصص في دراسة المسرح والسينما في جامعة تشونغ آنغ وشارك في مسرحيات غنائية مثل حلم ليلة منتصف الصيف.

## الأعمال

### أفلام
| السنة | العنوان                   | الدور                     | م.     |
| ----- | ------------------------- | ------------------------- | ------ |
| 2008  | زهرة الكرز (فيلم قصير)    | هان هيون-جون              |        |
| 2009  | أسوأ الأصدقاء (فيلم قصير) | كم جون-كي                 | [ 11 ] |
| 2012  | اللصوص                    | زامبانو                   | [ 12 ] |
| 2013  | سري، عظيم                 | وون ريو-هوان/بانغ دونغ-غو | [ 13 ] |
| 2014  | الآنسة الجدة              | سيد يونغ باك              | [ 14 ] |
| 2016  | حقيقة                     | جانغ تي-يونغ              | [ 15 ] |

### مسلسلات
| السنة     | العنوان                     | الدور                               |
| --------- | --------------------------- | ----------------------------------- |
| 2007      | Kimchi Cheese Smile         | كم سو-هيون                          |
| 2008      | Jungle Fish                 | هان جي-تا                           |
| 2009      | Seven Years of Love         | تشون-جي                             |
| 2009      | Will It Snow for Christmas? | المراهق تشا كانغ-جن                 |
| 2009      | بيت الأب                    | كانغ جي-إل                          |
| 2010      | عملاق                       | المراهق لي سونغ-مو                  |
| 2011      | حلم الشباب                  | سونغ سام-دونغ                       |
| 2012      | القمر الذي يحتضن الشمس      | الملك لي هوون                       |
| 2012      | الحلم العالي 2              | سونغ سام دونغ (دور الكاميو، حلقة 1) |
| 2013–2014 | حبيبي من نجم آخر            | دو من-جون                           |
| 2015      | المنتجون                    | بيك سونغ-تشان                       |
| 2019      | فندق ديل لونا               | مالك فندق بلو مون                   |
| 2020      | هبوط طارئ للحب              | بانغ دونغ جو                        |
| 2020      | لا بأس إن لم تكن بخير       | مون كانغ تاي                        |
| 2021      | يوم واحد عادي               | هيون سو                             |
| 2024      | ملكة الدموع                 | بايك هيون-وو                        |
| 2025      | تقليد                       | كيم سونغ جون                        |

## روابط خارجية
- كم سو هيون على موقع IMDb (الإنجليزية)
- كم سو هيون على موقع روتن توميتوز (الإنجليزية)
- كم سو هيون على موقع ميوزك برينز (الإنجليزية)
- كم سو هيون على موقع قاعدة بيانات الفيلم (الإنجليزية)
- كم سو هيون على موقع كينوبويسك (الروسية)
- الموقع الرسمي
 (كورية)/(إنجليزية)
- Kim Soo-hyun Japanese Fan Club (يابانية)
- كم سو هيون على سينا ويبو (صينية)
- كم سو هيون على إنستغرام (إنجليزية)
- كم سو هيون على كيايست (كورية)